# Хуландой
Хуландой (чечен. Ху́ланда) — село в Шаройском районе Чеченской Республики. Административный центр Хуландойского сельского поселения.

## География
Село расположено на правом берегу реки Хуландой-Ахк, чуть выше её впадения в Харгабахк, в 38 км к юго-западу от районного центра Химой, недалеко от границы Чечни с Дагестаном и Грузией.
Ближайшие населённые пункты: на севере — село Хакмадой, на северо-западе — сёла Сандухой и Кесалой, на юго-востоке — село Кеди и Саситли (Дагестан).

## История
На южной окраине селения располагается средневековая Хуландойская боевая башня.

## Население
| 2002 | 2010 | 2012 | 2013 | 2014 | 2015 | 2016 |
| ---- | ---- | ---- | ---- | ---- | ---- | ---- |
| 27   | ↗57  | →57  | ↗58  | ↗61  | ↗66  | ↗71  |
| 2017 | 2018 | 2019 | 2020 | 2021 | 2023 | 2024 |
| ↘68  | →68  | ↘67  | ↘66  | ↗107 | ↘104 | ↘103 |

## Галерея

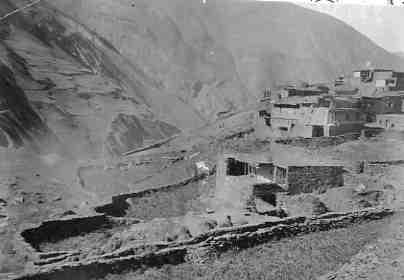
Вид аула Хуландой Шароевского округа, 1926 год
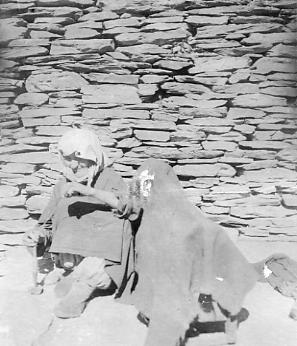
Пожилая женщина с веретеном у детской люльки в ауле Хуландой
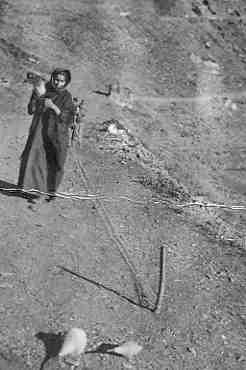
Женщина сучит верёвку в ауле Хуландой
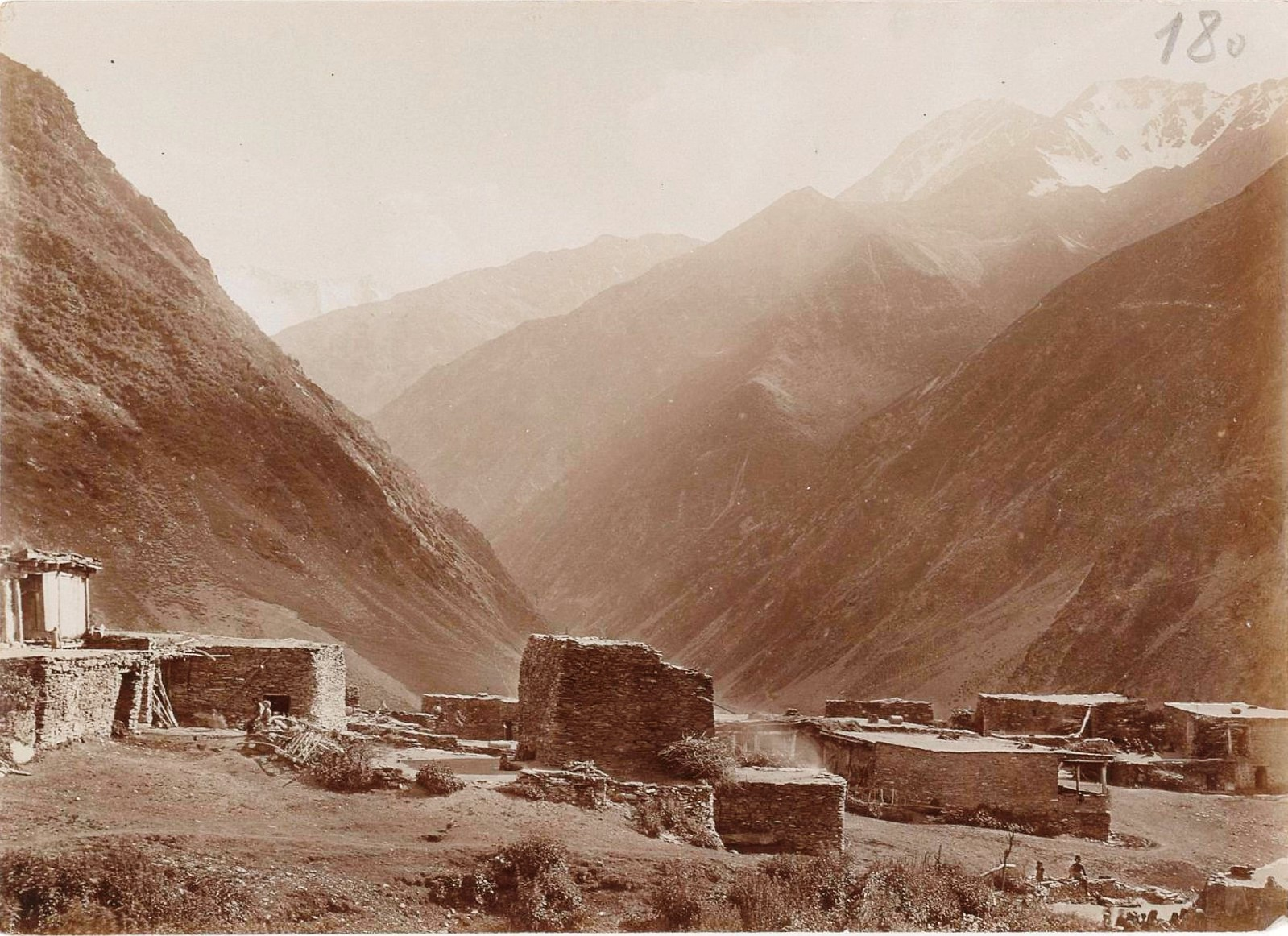
Вид, снятый с возвышенности над селом Хуландой, фото Деши Морица 1897 год